# Милдред Пирс (филм)
Милдред Пирс (енгл. Mildred Pierce) је америчка филмска драма из 1945. коју је режирао Мајкл Кертиз. Џоун Крафорд је у улози самохране мајке, која се на све начине бори против немаштине, али једва излази на крај са својом незахвалном и ментално оболелом кћерком Видом. Крафордова је за ту улогу добила јединог у каријери Оскара за најбољу главну глумицу. Поред тога, филм је био у конкуренцији за још пет Оскара. Године 2011. снимљена је истоимена ТВ–серија, урађена по узору на филм. У улози Милдред је била Кејт Винслет која је за своје извођење награђена Емијем за најбољу глумицу у минисерији.

## Радња филма
Милдред Пирс је домаћица у лосанђелеском предграђу Глендејл. Њен живот се окреће наглавачке када се због његовог неверства растане се супругом, пропалим грађевинским предузимачем. Милдред остаје да живи као бела удовица, сама са кћерком. Једини приходи које има зарађује тако што прави пите и колаче за комшијске прославе и ручкове. Њени покушаји да пронађе посао осуђени су на неуспех чињеницом да је прича смештена у време велике депресије. Након рада у ресторану брзе хране у Милдред се буди предузетнички дух и она отвара први у, испоставиће се, ланцу ресторана чија је економска ефикасност заснована на увидима које је стекла радећи као конобарица. Паралелно са економском еманципацијом, Милдред Пирс се ослобађа и сексуално, ступајући у узастопне везе са два мушкарца. Прво са Волијем Баргеном, некадашњим пословним партнером њеног супруга Берта, а потом и са богатим плејбојем Монтијем Берагоном. Али однос који је централна осовина филма Милдред Пирс је однос између главне јунакиње и њене кћерке Виде. Милдред за своју ћерку жели бољи живот него што га је она имала, али се истовремено пред Видом стиди послова које обавља. Заузврат, од Виде која је посматра са висине због малограђанског порекла и необразовања често добија презир и поругу. Током трајања радње филма Вида ће од манипулативног детета постати бескомпромисна пењачица на друштвеној лествици, не презајући ни од чега да оствари своје циљеве. Драмски врхунац рфилма је у сцени у којој Милдред затиче Виду у кревету са Монтијем Берагоном, у том тренутку својим другим супругом.

## Наративна структура филма
Наративна структура Кертизовог филма много је компликованија од праволинијски структуираног романа по коме је снимљен. Кертизова Милдред Пирс је организована у три флешбека и наративни оквир који је смештен у “садашњост”. У првом, филм се идентификује као мистерија о убиству, класичан детективски худанит. Потом се гледалац наводи на погрешан пут и бива убеђен да је Милдред убица, али остаје неодговорено питање зашто је починила убиство. У последњем флешбеку гледаоцу постаје јасно да је злочин починила Вида због Монтијеве неузвраћене љубави. Ова три флешбека испресецана су секвенцама “садашњости”, у којима Милдред прво покушава да убиство “смести” Волију Баргену, док је у друге две саслушава детектив у полицијској станици.

## Улоге
| Глумац       | Улога         |
| ------------ | ------------- |
| Џоун Крафорд | Милдред Пирс  |
| Џек Карсон   | Воли          |
| Закари Скот  | Монти Берагон |
| Ив Арден     | Ајда Корвин   |
| Ен Блајт     | Вида Пирс     |
| Брус Бенет   | Берт Пирс     |

## Награде и номинације

### Награда Оскар
| Награда               | Особа               |
| Главна женска улога   | Joan Crawford       |
| Номинације            | Особа               |
| Најбољи филм          | Jerry Wald          |
| Сценарио              | Ranald MacDougall   |
| Споредна женска улога | Eve Arden Ann Blyth |
| Фотографија           | Ernest Haller       |